# Rijksstad Weil der Stadt
De rijksstad Weil der Stadt (Duits: Reichsstadt Weil der Stadt) was van ongeveer 1275 tot 1803 een rijksstad binnen het Heilige Roomse Rijk. In 1500 werd de stadstaat ingedeeld bij de Zwabische Kreits.

## Geschiedenis
Weil der Stadt is vermoedelijk tussen 1223 en 1235 door de Hohenstaufen tot stad verheven. Sinds ongeveer 1275 is het een rijksstad, aanvankelijk onder protectie van de keurvorst van de Palts, later onder die van de markgraaf van Baden. In 1373 verleent keizer Karel IV de stad de rechterlijke macht en in 1398 koning Wenzel de halsheerlijkheid en de voogdij. In 1526 wordt de Reformatie ingevoerd, maar in de Dertigjarige Oorlog wordt de stad na de inname door keizerlijke troepen in 1634 weer katholiek.
In de Reichsdeputationshauptschluss van 25 februari 1803 wordt in paragraaf 6 de inlijving bij het nieuwe keurvorstendom Württemberg vastgesteld.